# Missionskollegiet
Missionskollegiet (Collégium de cúrsu Evangelii promovendo) var et dansk-norsk kirkeligt kollegium med hovedkvarter i København. Det blev oprettet den 10. december 1714. Bag oprettelsen stod kong Frederik 4.. Missionskollegiets formål var at udbrede evangeliet blandt de ikke-kristne og at stå bag en vækkelse inden for statskirken. I 1859 blev Missionskollegiet nedlagt.

## Baggrund
Danske Kancelli havde tidligere ansvar for missionsvæsnet, men det blev flyttet over til Missionskollegiet ved dets oprettelse. Da Frederik 4. ønskede større fokus på den kirkelige politik, og antallet af missionssager havde været lille, oprettede han derfor Missionskollegiet for at markere et styrket fokus på området. På samme tid oprettede han rytterskoler 1721-1727 og indførte konfirmationen i 1736. Det cementerede hans opmærksomhed på det kirkelige område.

## Historie
Den først formand i Missionskollegiet var pietisten geheimeråd Johan Georg Holstein. Chr. Wendt, der også var pietist, var kollegiets første sekretær. I begyndelsen var kollegiets opgave at føre tilsyn med Trankebar-missionen, og det udgav i 1715 "Kort Efterretning om nærværende Anstalt i Danmark, til Hedningenes Omvendelse". Flere antipietistiske skrifter blandt andet mod Trankebar-missionen gjorde, at myndighederne fra 28. januar 1718 konfiskerede alle skrifter rettet mod Missionskollegiet.
Missionskollegiet støttede Thomas von Westen, der arbejdede for at bringe kristendommen ud i alle afkroge af Norge, særligt blandt samerne i Finmarken, og i april 1715 overtog det arbejdet, som det fortsatte til afbrydelsen af det dansk-norske rigsfællesskab i 1814. I i 1716 begyndte Missionskollegiet at udgive "Missionsbibler", som var billige udgaver af Biblen. Missionskollegiet fik også ansvaret for det vajsenhus, der blev oprettet i København i juli 1727 - et vajsenhus for forældreløse børn.
Fra 1737 førte kollegiet også tilsyn med missionsvirksomheden i Vestgrønland, efter at Hans Egede havde påbegyndt den 16 år tidligere. I 1790'erne overtog det tilsynet med den vestindiske mission, men det blev i 1797 overdraget til det Vestindisk-guineaiske rente- og generaltoldkammer og Danske Kancelli. I samme periode havde oplysningstiden vundet større og større indpas, hvilket gjorde at statens interesse i mission var faldende; blandt andet faldt antallet af missionærer i Grønland, og i Trankebar faldt støtten også, og med salget af Trankebar til England i 1845, overtog det tyske missionsselskab virksomheden. Da statens engagement var aftagende, steg det private engagement i missionsvirksomhed, og blandt andet blev "Det Danske Missionsselskab" oprettet i 1821.[kilde mangler] Missionskollegiet indgik ikke i et samarbejde med det nye selskab og forbød faktisk sine præster i Grønland at skrive med selskabet; et forbud der blev ophævet. Missionskollegiet blev lukket den 17. juni 1859 af Frederik 7. Herefter overgik de tilbageværende aktiviteter til Kulturministeriet. Mange af kollegiets tidlige optegnelser forsvandt under Københavns brand 1795.